# Lieders
"Lieders" es un artículo escrito por Rosalía de Castro y publicado por primera vez en El Album de El Miño, en Vigo en 1858. Es considerado el primer manifiesto feminista publicado en Galicia. Rosalía escribe esta breve prosa lírica a los veinte años de edad y en el mismo año que se casa con Manuel Murguía, por este motivo Xosé Ramón Barreiro lo interpreta como una especie de contrato matrimonial público en el que deja claro a su futuro marido su condición de mujer insumisa. Pero, sobre todo, es una declaración de libertad como creadora y, por lo tanto, una proclamación de su condición de escritora.

## Título
La selección de este título, "Lieders", indica una reivindicación del canto y de las formas poéticas populares, y a su vez, una atención hacia la obra de los románticos alemanes y en especial de Heine. Los lieder son canciones compuestas en estrecha relación con el poema que les sirve de letra. Por su vínculo con la cultura popular y con la música, que es el idioma del espíritu, tuvo un fuerte éxito dentro del Romanticismo. El título escogido por Rosalía desconcierta porque a continuación escribe un texto en prosa. Eso podría estar relacionado con la rebelión contra todas las normas del arte que declara justo en la primera línea. El título alude un repertorio lírico creando un horizonte de expectativas en el lector al que después sorprenderá con un texto radicalmente crítico y subversivo. Se puede considerar que es una captatio benevolentiae en sí misma y a la vez enlaza con la captatio benevolentiae que conforman las primeras líneas.

## Temas
El texto empieza con una exclamación: “Oh, no quiero ceñirme a las reglas del arte!”. Esta rebeldía frente a cualquier norma en el terreno artístico desemboca en una denuncia de la situación de las mujeres a través del canto de libertad e independencia, que repite insistentemente, frente a un confinamiento en un esclavismo que ella no acata: “porque el patrimonio de la mujer son los grillos de la esclavitud”. El tema del esclavismo femenino aparece en este texto por primera vez y se desenvolverá más tarde como un tema especial, con más o menos protagonismo, en todas sus novelas (Lama, 2017: 235-236).
Se distinguen dos temas: la defensa de la libertad artística, que deriva en una proclamación general de libertad, y la defensa de las mujeres frente a la presión social que las culpabiliza. Dedica dos fragmentos a cada una de estas cuestiones y deja claro que van muy unidas. En los dos últimos párrafos se centra en la situación de las mujeres y ahonda en las trampas de las relaciones sexuales y sentimentales denunciando la manipulación psicológica de las mujeres por los hombres y por las normas de una sociedad patriarcal que las culpa y las condena por faltas que no son suyas. Según Catherine Davies (1987: 120), la escritora se revela frente a una sociedad dominada por los hombres y denuncia el uso del sexo como instrumento de degradación. Acusa a los hombres de pedir a las mujeres una entrega sexual que después utilizan para acusarlas de impuras y para menospreciarlas. El último fragmento del texto desarrolla el sufrimiento psicológico que experimentan las mujeres que tienen que luchar contra los dolores punzantes que les provoca el hecho de tener remordimientos. Estos remordimientos suponen una debilidad para la mujer, ya que no tienen motivo y son provocados por comportamientos totalmente legítimos, por mucho que la sociedad la condene para tener el control sobre las mujeres (Lama, 2017: 238).

## Rasgos románticos
La escritora romántica se complace en analizar y presentar sus estados de ánimo, el yo lírico es el centro de todo y los elementos más importantes del individuo son el corazón y el alma que es donde reside el pensamiento y las pasiones. La libertad, la emancipación del individuo o independencia y la rebelión contra el poder son elementos muy comunes en la literatura romántica. Castro utiliza tópicos claramente románticos para ejemplificar metafóricamente la libertad que profesa: los pájaros, el viento, los árabes en el desierto y el pirata en el mar.

## Precursores y contemporáneas
En Galicia surgen los principales defensores de la mujer. En el siglo XV con Juan Rodríguez del Padrón y su El triunfo de las donas, donde muestra la superioridad de las mujeres por cincuenta razones. Más tarde, en el siglo XVIII, es Benito Jerónimo Feijoo con En defensa de las mujeres quien equipara las cualidades masculinas y femeninas y pretende demostrar que si las mujeres no han destacado tanto es porque no han tenido el mismo acceso a la educación, y que son totalmente válidas para la vida pública, para gobernar y para escribir. Con estos antecedentes llegamos al siglo XIX y justo en la primera mitad nacen cuatro relevantes figuras femeninas: Juana de Vega, condesa de Espoz y Mina; Concepción Arenal; Rosalía de Castro y Emilia Pardo Bazán, todas en la misma Provincia de La Coruña. Se trata de una época en la que la formación de la mujer es deficiente, las mujeres están ausentes de los claustros universitarios y viven recluidas en la esfera doméstica. Pero estas mujeres tuvieron la suerte de nacer en familias acomodadas o que aprecian la vida intelectual y artística y poder acceder a una educación. Cuando tenía veinte años Rosalía escribió "Lieders", Concepción Arenal ya había publicado su primer libro y Juana de Vega ya había sido tutora de la reina Isabel II (García Martí, 1977: XCVII).
March (1994: 32-33) sitúa a Castro como parte de un nuevo discurso del feminismo internacional que agrupaba a todas las mujeres en la denuncia de su falta de libertad luchando contra una moral social hipócrita e impidiendo conceder estatus de verdadero a lo que fue el criterio de un sector dominante. No sabemos si Rosalía leyó los ensayos de John Stuart Mill y Harriet Taylor Mill, pero podría haberlo hecho, ya que los Primeros ensayos sobre el matrimonio y el divorcio fueron publicados en 1832, y La emancipación de la mujer en 1851. En este último ensayo de Harriet se trata, entre muchas otras cosas, de la capacidad intelectual de la mujer y defiende que si aún no ha producido textos de la talla de Shakespeare o de Homero ha sido, simplemente, porque se le ha negado el acceso a los conocimientos más allá de las tareas del hogar y de la maternidad. Pero no por esta razón le falta capacidad.